# Hervé Mimran
Pour les articles homonymes, voir Mimran.
Hervé Mimran, né le 15 juillet 1966 à Marseille, est un réalisateur et scénariste français.

## Biographie
Hervé Mimran fait ses premières armes dans le cinéma comme assistant-réalisateur. Il réalise aussi en parallèle ses premiers courts métrages. Il réalise aussi plusieurs clips pour Benjamin Biolay et Coralie Clément. 
Par la suite, il travaille pour la télévision en réalisant les émissions La Minute blonde avec Frédérique Bel, dans le rôle de Dorothy Doll. Puis il revient au cinéma en 2006, en signant le scénario de Comme t'y es belle ! de Lisa Azuelos.  
Sur le tournage du film de Lisa Azuelos, il fait la connaissance de Géraldine Nakache et en 2010, il co-écrit et co-réalise avec elle, le long métrage Tout ce qui brille puis en 2012 Nous York.

## Filmographie

### Comme scénariste
- 2006 : Comme t'y es belle ! de Lisa Azuelos
- 2007 : Tout ce qui brille (court-métrage)
- 2010 : Tout ce qui brille
- 2012 : Nous York
- 2012 : Comme des frères
- 2018 : Un homme pressé

### Comme réalisateur

#### Télévision
- 2004-2006 : La Minute blonde
- 2023 : La Belle Étincelle

#### Cinéma
- 2010 : Tout ce qui brille
- 2012 : Nous York
- 2018 : Un homme pressé
- 2024 : À l’ancienne

#### Court métrage
- 2007 : Tout ce qui brille (court-métrage)

#### Clips
- Les Roses et les Promesses de Benjamin Biolay
- Los Angeles de Benjamin Biolay
- Boite à musique de Benjamin Biolay
- C'est la vie de Coralie Clément
- L'Ombre et la Lumière de Coralie Clément
- Celle que vous croyez de Dorval

#### Concert
- 2003 : Scénographie et projections du concert à l'Olympia de Benjamin Biolay

## Distinctions

### Récompenses
- 2010 : Festival international du film de comédie de l'Alpe d'Huez : Prix spécial du jury et Prix du Public Europe 1 pour Tout ce qui brille[2],[3]
- 2011: César du meilleur espoir féminin pour Leila Bekhti
- 2011 : Étoiles d'or de la presse du cinéma français, « meilleur premier film » pour Tout ce qui brille
- 2011: Étoiles d'or de la révélation féminine pour Leila Bekhti
- 2011: Swann d'Or de la Révélation féminine au Festival de Cabourg
- 2011 : My French Film Festival : Prix du public - Longs métrages pour Tout ce qui brille[2],[3]
- 2012: Prix du Club des Directeurs Artistiques pour Nous York
- 2018: Prix du public au Festival France Odéon à Florence pour Un Homme Pressé
- 2018: Prix du public au Festival International du Film Francophone Tübingen/Stuttgart pour Un Homme Pressé
- 2018: Prix de la jeunesse au Festival International du Film Francophone Tübingen/Stuttgart pour Un Homme Pressé

### Nominations
- 2011 : Étoiles d'or du cinéma français : Étoile d'or du scénario pour Tout ce qui brille
- 2011 : César du meilleur premier film pour Tout ce qui brille[2],[3]
- 2012: Nomination au Festival du Film de la Réunion
- 2012: Nomination Festival In French with English Subtitles
- 2012: Nomination Grand Prix Elle